# 14224 Gaede
14224 Gaede este un asteroid din centura principală de asteroizi.

## Descriere
14224 Gaede este un asteroid din centura principală de asteroizi. A fost descoperit pe 6 decembrie 1999 la Socorro, New Mexico, în cadrul proiectului LINEAR. Asteroidul prezintă o orbită caracterizată de o semiaxă mare de 2,66 ua, o excentricitate de 0,20 și o înclinație de 0,8° în raport cu ecliptica.